# Craspedostethus
Craspedostethus là một chi bọ cánh cứng trong họ 
Elateridae.
Chi này được miêu tả khoa học năm 1898 bởi Schwarz.

## Các loài
Các loài trong chi này gồm:
- Craspedostethus antennalis Cate, Platia & Schimmel, 2002
- Craspedostethus aspalax (Candèze, 1860)
- Craspedostethus bicoloratus (Cobos, 1970)
- Craspedostethus buettikeri Platia & Schimmel, 1997
- Craspedostethus dilutus (Erichson, 1840)
- Craspedostethus flavescens Chassain, 1979
- Craspedostethus iranicus Platia & Gudenzi, 1999
- Craspedostethus linnavuorii Platia & Gudenzi, 1999
- Craspedostethus longicornis Cate, Platia & Schimmel, 2002
- Craspedostethus minutissimus Schwarz, 1898
- Craspedostethus mombasanus (Fleutiaux, 1935)
- Craspedostethus myrrhilegius Wurst, Schimmel & Platia, 2001
- Craspedostethus ocularis (Cobos, 1970)
- Craspedostethus permodicus (Faldermann, 1835)
- Craspedostethus rufiventris (Schwarz, 1898)
- Craspedostethus rugatus (Fleutiaux, 1935)
- Craspedostethus saudianus Chassain, 1979
- Craspedostethus schusteri (Schwarz, 1897)
- Craspedostethus semirufus Schwarz, 1898
- Craspedostethus stali (Candèze, 1878)
- Craspedostethus tellinii (Fleutiaux, 1903)
- Craspedostethus turkanus (Fleutiaux, 1935)
- Craspedostethus walterrossii Riese, 1994